# Ізраїль на літніх Олімпійських іграх 1956
Ізраїль на літніх Олімпійських іграх 1956 року, які проходили в австралійському місті Мельбурн, був представлений 3 спортсменами (2 чоловіками та 1 жінкою) у 3 видах спорту. Прапороносцем на церемоніях відкриття та закриття Олімпійських ігор був стрибун у воду Йоав Раанан.
Ізраїль вдруге взяв участь у літніх Олімпійських іграх. Ізраїльські спортсмени не завоювали жодної медалі.

## Легка атлетика
| Спортсмен    | Дисципліна                  | Раунд        | Результат | Місце | Прим.             |
| ------------ | --------------------------- | ------------ | --------- | ----- | ----------------- |
| Давид Кушнір | стрибки у довжину, чоловіки | Кваліфікація | 6,89 м    | 25    | не кваліфікувався |

## Плавання
|       | Спортсмен     | Дисципліна           | Раунд              | Час       | Місце | Прим.              |
| ----- | ------------- | -------------------- | ------------------ | --------- | ----- | ------------------ |
| Жінки | Шошана Рібнер | 100 м вільним стилем | Відбірковий заплив | 1:10.3 хв | 30    | не кваліфікувалася |

## Стрибки у воду
| Спортсмен   | Дисципліна              | Раунд        | Результат   | Місце | Прим.             |
| ----------- | ----------------------- | ------------ | ----------- | ----- | ----------------- |
| Йоав Раанан | трамплін, 3 м, чоловіки | Кваліфікація | 65,14 балів | 22    | не кваліфікувався |